# Ланцюг Тоди
Ланцю́г Тоди — система дискретних нелінійних рівнянь, які описують динаміку взаємопов'язаних нелінійних осциляторів. Має важливе значення у теорії коливань кристалічних ґраток.
Система у загальному випадку має вигляд:
{\displaystyle m{\ddot {r}}_{n}=2f(r_{n})-f(r_{n+1})-f(r_{n-1})}
де {\displaystyle r_{n}(t)} має сенс величини відхилення n-го осцилятора від положення рівноваги, а {\displaystyle f(r_{i})} — нелінійна функція, яка має сенс повертаючої сили, діючої на осцилятор {\displaystyle i}. Точки означають взяття операції диференціювання.

## Визначення
Ланцюгом тоди називається нескінченна система рівнянь
{\displaystyle {\ddot {q}}_{j}=e^{q_{j-1}-q_{j}}-e^{q_{j}-q_{j+1}}}
на функції {\displaystyle q_{j}=q_{j}(t).}
Ланцюг Тоди є гамільтоновою системою із гамільтоніаном
{\displaystyle H={\frac {1}{2}}\sum _{j=1}^{n}p_{j}^{2}+\sum _{j=1}^{n-1}e^{q_{j}-q_{j+1}}}
відносно стандартної дужки Пуасона, де {\displaystyle p_{j}={\dot {q}}_{j}.}
Звичайний неперіодичний ланцюг Тода — це система з {\displaystyle n} взаємодіючих частинок на прямій із гамільтоніаном
{\displaystyle H={\frac {1}{2}}\sum _{1}^{n}p_{j}^{2}+g^{2}\sum _{1}^{n-1}\exp[2(q_{j}-q_{j+1})].}
Для періодичного випадку така система характеризується гамільтоніаном
{\displaystyle H'={\frac {1}{2}}\sum _{1}^{n}p_{j}^{2}+g^{2}\sum _{1}^{n}\exp[2(q_{j}-q_{j+1})],\quad \quad q_{n+1}=q_{1}.}
Тут {\displaystyle q_{j}} — координата частинки {\displaystyle j,\,\,p_{j}} — її імпульс.
Після переходу у систему центру мас ({\displaystyle \sum _{1}^{n}p_{j}=0}) отримуємо систему із {\displaystyle n-1} ступенем вільності. За допомогою зсувів координат {\displaystyle q_{j}\rightarrow q_{j}+a_{j}} можна перейти до випадку {\displaystyle g=1} для неперіодичного ланцюга й до гамільтоніану
{\displaystyle H''={\frac {1}{2}}\sum _{1}^{n}p_{j}^{2}+\sum _{j=1}^{n-1}\exp[2(q_{j}-q_{j+1})]+f^{2}\exp[2(q_{n}-q_{1})]}
для періодичного ланцюга.
Рівняння руху у неперіодичному випадку (за {\displaystyle g=1}) мають вигляд
{\displaystyle {\begin{cases}{\dot {q}}_{j}=p_{j},\quad j={\overline {1,n}};\\{\dot {p}}_{1}=-2\exp[2(q-{1}-q_{2})],\quad {\dot {p}}_{n}=2\exp[2(q_{n-1}-q_{n})],\\{\dot {p}}_{j}=-2\exp[2(q_{j}-q_{j+1})]+2\exp[2(q_{j-1}-q_{j})],\quad j={\overline {2,(n-1)}}.\end{cases}}}
У періодичному ж випадку маємо:
{\displaystyle {\dot {q}}_{j}=p_{j},\quad {\dot {p}}_{j}=2\{\exp[2(q_{j-1}-q_{k})]-\exp[2(q_{j}-q_{j+1})]\}.}
Як у неперіодичному, так й у періодичному випадках мають {\displaystyle n} інтегралів руху. Явний їх вигляд слідує з представлення Лакса, відкритого у роботах Флашки й Манакова.